# توري دي كلارامونت
بلدية تورّي دي كلارامونت (بالكاتالانية: Torre de Claramunt) هي إحدى بلديات مقاطعة برشلونة, والتي تقع في منطقة كاتالونيا، شرق إسبانيا.
يبلغ عدد سكانها 3.466 نسمة وفقاً لإحصائية سنة (2007).